# Westbury-sub-Mendip
Westbury-sub-Mendip, ook Westbury, is een civil parish in het bestuurlijke gebied Mendip, in het Engelse graafschap Somerset met 801 inwoners.